# Electrólisis de Kolbe
La electrólisis de Kolbe o reacción de Kolbe es una reacción orgánica que consiste en la descarboxilación electrolítica de un ácido carboxílico en medio básico en el cual se forma el alcano dímero de los sustituyentes del carboxilo originales. Fue denominada así en honor al químico alemán Adolph Wilhelm Hermann Kolbe.
La reacción se lleva a cabo por un mecanismo de radicales libres:
Un ejemplo es la electrólisis del ácido acético para obtener etano y dióxido de carbono:
CH3COOH → CH3COO− → CH3COO· → CH3· + CO2
2CH3· → CH3CH3

Otro ejemplo es la síntesis de 2,7-dimetil-2,7-dinitrooctano a partir de ácido 4-metil-4-nitrovalérico: